# Villedieu-les-Poêles-Rouffigny
Villedieu-les-Poêles-Rouffigny est une commune française située dans le département de la Manche en région Normandie. Elle est créée le 1er janvier 2016 par la fusion de deux communes, sous le régime juridique des communes nouvelles. Les communes de Rouffigny et Villedieu-les-Poêles deviennent des communes déléguées.
Elle est peuplée de 3 845 habitants.

## Géographie

### Hydrographie
La commune est située dans le bassin Seine-Normandie. Elle est drainée par la Sienne, l'Airou, la Marchandiere, le cours d'eau 01 de la Basse Quetterie, le cours d'eau 01 du Moulin de Chérencé, le cours d'eau 02 de la commune de Villedieu-les-Poeles, le fossé 01 du Petit Mesnil, le fossé 01 du Village de Caquevel et divers autres petits cours d'eau,.
La Sienne, d'une longueur de 93 km, prend sa source dans la commune de Noues de Sienne et se jette  dans le golfe de Saint-Malo en limite de Agon-Coutainville et de Regnéville-sur-Mer, après avoir traversé 21 communes. Les caractéristiques hydrologiques de la Sienne sont données par la station hydrologique située sur la commune de Sainte-Cécile. Le débit moyen mensuel est de 1,76 m3/s. Le débit moyen journalier maximum est de 27,5 m3/s, atteint lors de la crue du 26 janvier 1995. Le débit instantané maximal est quant à lui de 30,6 m3/s, atteint le même jour.
L'Airou, d'une longueur de 30 km, prend sa source dans la commune de La Trinité et se jette  dans la Sienne à Ver, après avoir traversé douze communes. 

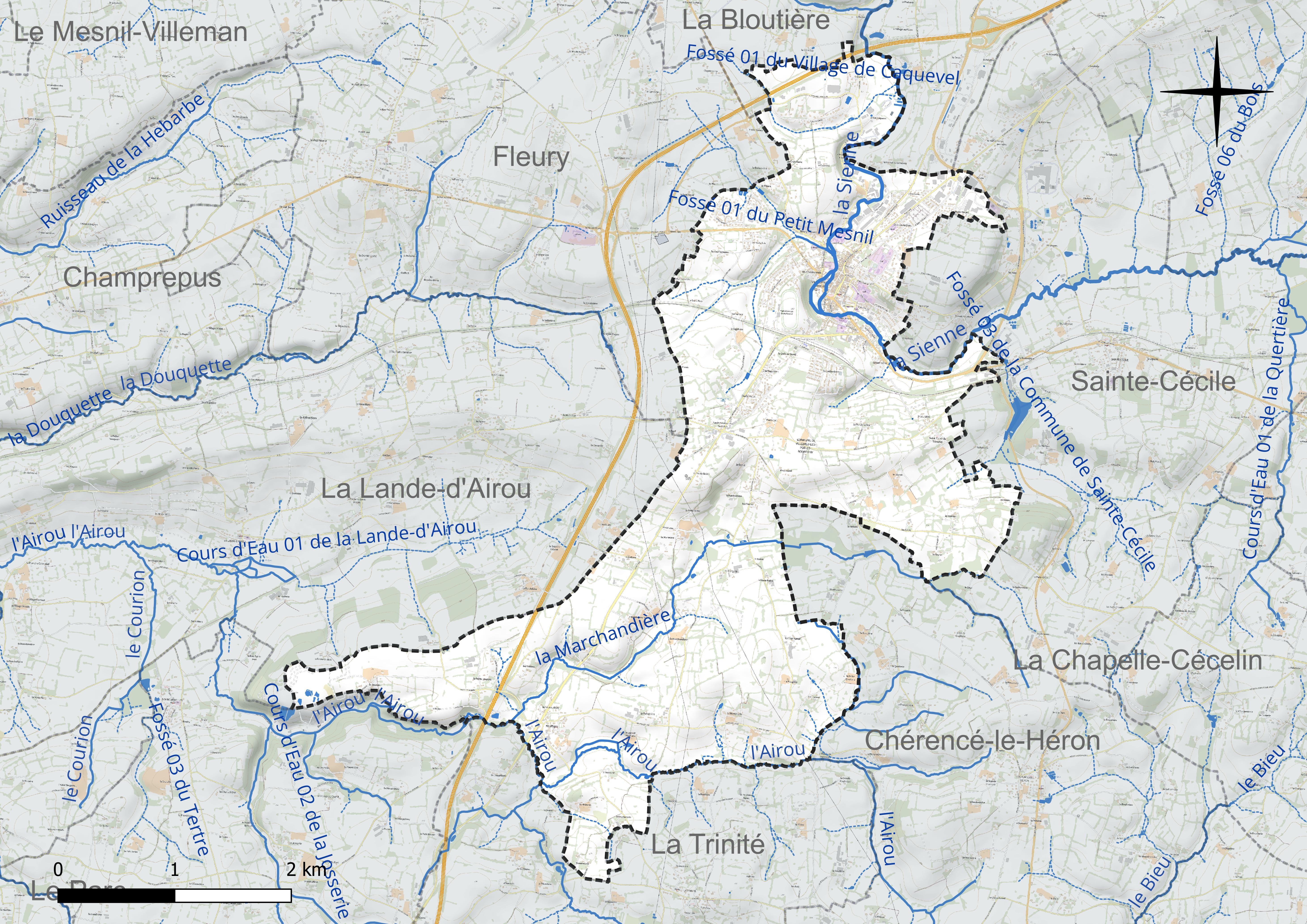
Réseau hydrographique de Villedieu-les-Poêles-Rouffigny.

Un plan d'eau complète le réseau hydrographique : la gravière 1 de la commune de Bourguenolles, d'une superficie totale de 1,1 ha (0 ha sur la commune),.

### Climat
Pour des articles plus généraux, voir Climat de la Normandie et Climat de la Manche.
En 2010, le climat de la commune est de type climat océanique franc, selon une étude du CNRS s'appuyant sur une série de données couvrant la période 1971-2000. En 2020, Météo-France publie une typologie des climats de la France métropolitaine dans laquelle la commune est exposée à un climat océanique et est dans la région climatique Normandie (Cotentin, Orne), caractérisée par une pluviométrie relativement élevée (850 mm/a) et un été frais (15,5 °C) et venté. Parallèlement le GIEC normand, un groupe régional d’experts sur le climat, différencie quant à lui, dans une étude de 2020, trois grands types de climats pour la région Normandie, nuancés à une échelle plus fine par les facteurs géographiques locaux. La commune est, selon ce zonage, exposée à un « climat contrasté des collines », correspondant au Bocage normand, bien arrosé, voire très arrosé sur les reliefs les plus exposés au flux d’ouest, et frais en raison de l’altitude.
Pour la période 1971-2000, la température annuelle moyenne est de 10,5 °C, avec une amplitude thermique annuelle de 12,5 °C. Le cumul annuel moyen de précipitations est de 1 051 mm, avec 14,2 jours de précipitations en janvier et 9 jours en juillet. Pour la période 1991-2020, la température moyenne annuelle observée sur la station météorologique la plus proche, située sur la commune de Cerisy-la-Salle à 21 km à vol d'oiseau, est de 11,5 °C et le cumul annuel moyen de précipitations est de 1 112,5 mm,. Pour l'avenir, les paramètres climatiques de la commune estimés pour 2050 selon différents scénarios d’émission de gaz à effet de serre sont consultables sur un site dédié publié par Météo-France en novembre 2022.

## Urbanisme

### Typologie
Au 1er janvier 2024, Villedieu-les-Poêles-Rouffigny est catégorisée bourg rural, selon la nouvelle grille communale de densité à sept niveaux définie par l'Insee en 2022.
Elle appartient à l'unité urbaine de Villedieu-les-Poêles-Rouffigny, une agglomération intra-départementale regroupant trois  communes, dont elle est ville-centre,,. Par ailleurs la commune fait partie de l'aire d'attraction de Villedieu-les-Poêles-Rouffigny, dont elle est la commune-centre,. Cette aire, qui regroupe 11 communes, est catégorisée dans les aires de moins de 50 000 habitants,.

## Toponymie
Le nom est la reprise des deux noms des communes déléguées, Villedieu-les-Poêles et Rouffigny.

## Histoire

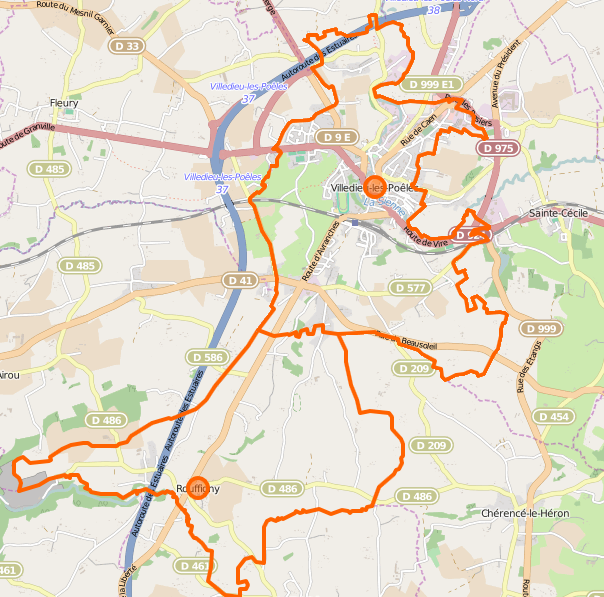
Les deux communes déléguées.

La commune est créée le 1er janvier 2016 par un arrêté préfectoral du 16 octobre 2015, par la fusion de deux communes, sous le régime juridique des communes nouvelles instauré par la loi no 2010-1563 du 16 décembre 2010 de réforme des collectivités territoriales. Les communes de Rouffigny et Villedieu-les-Poêles deviennent des communes déléguées et Villedieu-les-Poêles est le chef-lieu de la commune nouvelle.

## Politique et administration

### Communes déléguées
| Nom                          | Code Insee | Intercommunalité                   | Superficie (km2) | Population (dernière pop. légale) | Densité (hab./km2) |
| ---------------------------- | ---------- | ---------------------------------- | ---------------- | --------------------------------- | ------------------ |
| Villedieu-les-Poêles (siège) | 50639      | CC Intercom du Bassin de Villedieu | 8,05             | 3 539 (2021)                      | 440                |
| Rouffigny                    | 50440      | CC Intercom du Bassin de Villedieu | 6,72             | 312 (2021)                        | 46                 |

### Liste des maires
| Période      | Période  | Identité          | Étiquette | Qualité                                                    |
| ------------ | -------- | ----------------- | --------- | ---------------------------------------------------------- |
| janvier 2016 | En cours | Philippe Lemaître | UDI       | Chargé de clientèle, maire délégué de Villedieu-les-Poêles |

## Population et société

### Démographie
L'évolution du nombre d'habitants est connue à travers les recensements de la population effectués dans la commune depuis sa création.
En 2022, la commune comptait 3 845 habitants, en évolution de −1,23 % par rapport à 2016 (Manche : −0,31 %, France hors Mayotte : +2,11 %).
| 2014  | 2019  | 2022  |
| ----- | ----- | ----- |
| 3 921 | 3 852 | 3 845 |

## Culture locale et patrimoine

### Personnalités liées à la commune
- Pierre Garnier (né en 2002), chanteur.

## Pour approfondir